# Pérola
Pérola là một đô thị thuộc bang Paraná, Brasil. Đô thị này có diện tích 240,635 km², dân số năm 2007 là 9637 người, mật độ 29,3 người/km².